# Tredje ståndpunkten
Tredje ståndpunkten var en åsiktsinriktning inom svensk utrikespolitisk debatt under 1950-talet som innebar att man inte ville ta ställning för vare sig Sovjetunionen eller USA under det kalla kriget. Tredje ståndpunkten kallades ibland för "kålsuparteorin", efter uttrycket "lika goda kålsupare".

## Bakgrund
Rörelsen hade en bakgrund i debatten efter Pragkuppen, det kommunistiska maktövertagandet i Tjeckoslovakien 1948. Eyvind Johnson, Vilhelm Moberg och andra ansåg att de svenska författarna borde uttala sig mot händelserna i Tjeckoslovakien, men Författareföreningen (numera Sveriges Författarförbund) ställde sig tveksamt och menade att man inte brukade uttala sig i utrikespolitiska frågor. Styrelsen blev beskylld för att vara "sovjetvänlig", och flera av dess ledamöter fick avgå. 

## Debattens start
Startskottet till debatten var Eyvind Johnsons vårtal till studenterna vid Uppsala studentkårs vårfest i Botaniska trädgården i Uppsala 1951. Johnson angrep Sovjet, liksom svenska kommunister och sovjetsympatisörer. Johnson fick stöd av Herbert Tingsten, som skrev ledarartiklar om ämnet i Dagens Nyheter. Tingstens inlägg samlades i skriften Tredje ståndpunkten – en orimlighet (1951).
Bland Johnsons kritiker fanns Karl Vennberg. Han menade att Johnson givit en nidbild av Sovjet.
Tonläget i debatten var hårt. Vennberg beskrev vårtalet som en "spark med SA-stövel", trots att Johnson under kriget hade tagit ställning mot nazismen. 
Vennbergs bidrag trycktes i skriften Tredje ståndpunkten (1951), där också bland andra Artur Lundkvist, Werner Aspenström, Folke Isaksson och Sivar Arnér medverkade.